# Временной полёт
Временной полёт (англ. Time-Flight) — седьмая и последняя серия девятнадцатого сезона британского научно-фантастического телесериала «Доктор Кто», состоящая из четырёх эпизодов, которые были показаны в период с 22 по 30 марта 1982 года.

## Сюжет
Команда ТАРДИС все ещё опечалена смертью Адрика («Землетрясение»), и ТАРДИС появляется в аэропорту Хитроу. Узнав имя, Доктора вызывает Отдел C19 для поиска пропавшего Конкорда, Гольф Виктор Фокстрот, который внезапно исчез в небе над Лондоном. ТАРДИС грузят на борт второго Конкорда, Гольф Альфа Чарли, под управлением капитана Стэпли и команды. Тот ведёт самолёт в точности по маршруту Виктор Фокстрот и, кажется, приземляется в Хитроу, однако на самом деле — 140 миллионов лет назад в прошлом Земли, а всё вокруг — иллюзия. Они находят команду и пассажиров Виктор Фокстрот, но те, считая, что находятся в Хитроу, служат рабами для плазматонов, сгустков протеинов, скреплённых психокинетическим полем. Один из них, профессор Хэйтер, прорывается через иллюзии и объясняет, что восточный мистик по имени Калид контролирует психокинетическое поле из цитадели, заставляя пассажиров помогать ему прорваться в её центр. Тем временем пассажиры утаскивают ТАРДИС в цитадель.
Калид ставит вокруг Ниссы щит, и та теперь не может двигаться. Тиган остаётся с ней, остальные продолжают движение. В цитадели Доктор уходит в одиночку, а Стэпли и Хэйтер начинают мешать контролю Калида над пассажирами, и тот усиливает поле на них, а Ниссу отпускает, и та с Тиган продолжает двигаться к цитадели. У Ниссы установилась связь с центром, и они обе легко проникают в центр, Нисса выкидывает артефакт в большой котлован в центре камеры, и это истощает запасы энергии Калида, которым оказывается Мастер.
Мастер объясняет, что его ТАРДИС повреждена, и он застрял в прошлом Земли в поисках источника энергии. Он использует ТАРДИС Доктора, чтобы попасть в центр, а Доктор, Хэйтер и пассажиры, избавленные от контроля, прорываются туда, воссоединяясь с Ниссой и Тиган. Оказывается, что источник энергии — раса зерафин, попавшая под перекрёстный огонь в войне других рас и разбившаяся на этой планете. Образованный гештальт разделился с появлением Мастера, часть хочет помочь ему, часть видит в нём зло и пытается остановить.
Мастер не может добраться до центральной комнаты на ТАРДИС Доктора и переносит злую часть зерафин на свою корабль, но Стэпли и команда украли часть деталей, и ему недостает временного ограничителя, который он обменивает на украденные части ТАРДИС Доктора, всю команду и пассажиров. Конкорд приземляется в Хитроу, и Доктор бежит к своей ТАРДИС. Оказывается, что он настроил ограничитель так, чтобы Мастер приземлился позже, и отправляет свою ТАРДИС на место материализации ТАРДИС Мастера. Того отбрасывает в альтернативную реальность, к современным зерафин.
Убедившись, что команда и пассажиры в порядке, Доктор и Нисса улетают на ТАРДИС, думая, что Тиган наконец в Хитроу, как она и хотела. Однако та выходит из аэропорта слишком поздно и расстраивается, что они оставили её позади.

## Трансляции и отзывы
| Эпизод            | Дата показа   | Продолжительность | Телезрители (в миллионах) |
| ----------------- | ------------- | ----------------- | ------------------------- |
| «Часть 1»         | 22 марта 1982 | 24:56             | 10,0                      |
| «Часть 2»         | 23 марта 1982 | 23:58             | 8,5                       |
| «Часть 3»         | 29 марта 1982 | 24:29             | 8,9                       |
| «Часть 4»         | 30 марта 1982 | 24:30             | 8,1                       |
| [ 1 ] [ 2 ] [ 3 ] |               |                   |                           |

## Интересные факты
- Доктор Кто — первое телешоу, которое разрешили снимать прямо в Хитроу. До этого действие сериала происходило в аэропорту лишь один раз (серия «Безликие»).
- Чтобы спрятать появление Мастера, в роли Калида был указан Лион Ни Тэй (Тони Эйнли).
- Фраза «Он внутри меньше, чем снаружи», сказанная Доктором про Конкорд во время погрузки ТАРДИС, является отсылкой к фразе, которую обычно говорят при первом входе в ТАРДИС: «Она внутри больше, чем снаружи».